# Ardisia elliptica
Ardisia elliptica es un árbol de hoja perenne, también conocido como ardisia china o mora botón , nativo de la costa oeste de India, Sri Lanka, Indochina, Malasia, Indonesia y Nueva Guinea. Se trata de un reproductor prolífico que se ha convertido en una especie invasora con éxito en otros lugares en los trópicos, donde se ha introducido como una planta ornamental de jardín.

## Descripción
A. elliptica es un arbusto del sotobosque tropical que puede alcanzar alturas de hasta 5 metros. Las plantas en buen estado en los hábitat forestales se caracterizan por un solo tallo, produciendo ramas perpendiculares cortas. Las hojas son elípticas a elíptico-obovadas, enteras, coriáceas y desarrollan en las axilas de las hojas en las hojas de la rama. Los pétalos son de color rosa claro. Los frutos son drupas que primero se vuelven rojas a medida que maduran y luego de color morado oscuro / negro. Tiñen los pulpejos de los dedos de un púrpura profundo. Las semillas son aproximadamente esféricas con un diámetro de aproximadamente 5 mm.

## Estatus
Las especies Ardisia solanacea y Ardisia humilis están consideradas por algunos botánicos para ser incluidas como especies variables individuales de Ardisia elliptica.

## Especie invasora
Se cultiva en jardines como planta ornamental, y se ha convertido en una especie invasora en Puerto Rico, en Australia tropical (Queensland, Territorio del Norte), el sur de Florida en los EE. UU., El Caribe, en las Islas Mascareñas, Seychelles, y en varias islas del Pacífico como Hawái.
Teniendo en cuenta las condiciones ideales, la especie pueden alcanzar la madurez reproductiva en 2 a 4 años en el campo y en 1 a 2 años en un umbráculo. Grandes especímenes adultos en los sitios boscosos soleados se han medido que producen hasta 400 frutos. Sin embargo, los adultos también pueden establecer con éxito fruta bajo condiciones de sombra. Las semillas no tienen ninguna latencia a largo plazo (es decir, más de 6 meses), sin embargo, las plántulas y juveniles pueden sobrevivir en condiciones con mucha sombra durante muchos años. Dada suficiente luz, los juveniles se desarrollan rápidamente en adultos reproductores. Su fruto se consume fácilmente tanto por aves y mamíferos frugívoros y es posible la rápida propagación a través de un territorio.

## Fitoconstituyentes
La benzoquinona rapanona, los terpenoides bauerenol y amirina, y los compuestos fenólicos ácido siríngico, isorhamnetina, quercetina, bergenina , 5-(Z-heptadec-4'-enil) resorcinol y 5-pentadecilresorcinol se puede encontrar en A. elliptica.

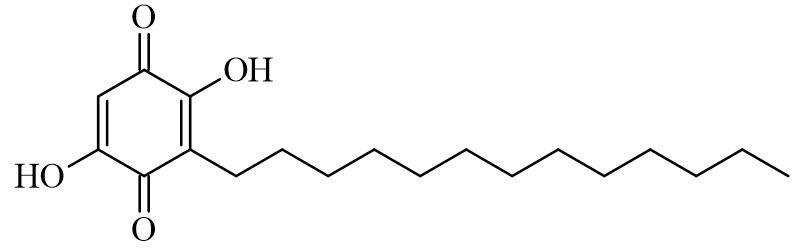
Rapanona

## Farmacología
Antiplaquetario y Antibacteriano.

## Etnofarmacología
En Malasia, se dice que una decocción de las hojas para aliviar dolores retroesternales, y una pasta hecha de las hojas se utiliza para tratar herpes y sarampión. En la medicina tradicional tailandesa, los frutos se utilizan para curar diarreas con fiebre.  Las hojas se utilizan en el sudeste de Asia para tratar la sarna, y la fruta para los parásitos intestinales.